# Simply the Best (Tina Turner)
Simply the Best is een van de succesvolste albums van zangeres Tina Turner. Het bereikte de top vijf in de albumhitlijsten van onder meer het Verenigd Koninkrijk, Nederland, Duitsland en Zwitserland. In de Verenigde Staten kwam het niet verder dan een 113e plaats in de Billboard 200.
In Argentinië, Australië, Oostenrijk, België, Finland, Nederland, Nieuw-Zeeland, Noorwegen, Spanje, Zweden, Zwitserland, het Verenigd Koninkrijk en de Verenigde Staten verkreeg het de platina status. In Canada, Frankrijk, Duitsland en Polen werd het album goud.

## Geschiedenis
Simply the Best was het eerste verzamelalbum van Turner. Naast bekend werk stonden er op het album ook drie niet eerder uitgebrachte nummers, Love thing, I want you near me en Way of the world, plus een nieuw opgenomen dance-versie van Turners hit Nutbush City limits. Het album kwam in 1991 uit op het label Capitol Records. Het werd niet begeleid door een tournee, omdat Turner het op het moment van uitkomen na een periode van hard werken rustig aan deed. Van het album werden zeven miljoen exemplaren verkocht, waarvan zes miljoen in Europa. In het Verenigd Koninkrijk was het met 2,1 miljoen exemplaren haar bestverkochte album. Tina Turners bestverkochte album wereldwijd (meer dan 20 miljoen exemplaren) blijft overigens het studioalbum Private dancer uit 1984. Verschillende nummers zijn na het verschijnen van het album (opnieuw) als single uitgekomen.

## Nummers op het album
| 1.                    | The Best (7" versie)                                 | Chapman, Knight           | 4:10 |
| 2.                    | What's Love Got to Do with It                        | Britten, Lyle             | 3:50 |
| 3.                    | I can't stand the rain                               | Bryant, Miller, Peebles   | 3:44 |
| 4.                    | I Don't Wanna Lose You                               | Hammond, Lyle             | 4:18 |
| 5.                    | Nutbush City Limits (dance-versie)                   | Tina Turner               | 3:44 |
| 6.                    | Let's Stay Together (7" versie)                      | Green, Jackson, Mitchell  | 3:39 |
| 7.                    | Private Dancer (7" versie)                           | Knopfler                  | 4:01 |
| 8.                    | We Don't Need Another Hero (Thunderdome) (7" versie) | Britten, Lyle             | 4:14 |
| 9.                    | Better Be Good to Me (7" edit)                       | Chapman, Chinn, Knight    | 3:40 |
| 10.                   | River Deep - Mountain High (Ike & Tina Turner)       | Barry, Greenwich, Spector | 3:37 |
| 11.                   | Steamy Windows                                       | White                     | 4:02 |
| 12.                   | Typical Male                                         | Britten, Lyle             | 4:14 |
| 13.                   | It Takes Two (met Rod Stewart)                       | Moy, Stevenson            | 4:13 |
| 14.                   | Addicted to Love (live, Londen 1986)                 | Palmer                    | 5:10 |
| 15.                   | Be Tender with Me Baby                               | Hammond, Knight           | 4:17 |
| 16.                   | I Want You near Me                                   | Britten, Lyle             | 3:53 |
| 17.                   | Way of the World                                     | Hammond, Lyle             | 4:19 |
| 18.                   | Love Thing                                           | Hammond, Knight           | 4:28 |
| Totale duur: 01:13:43 |                                                      |                           |      |

## Hitnoteringen

### NederlandseAlbum Top 100
| Hitnotering: (Week 1 t/m 11) 12-10-1991 t/m 21-12-1991 | Hitnotering: (Week 1 t/m 11) 12-10-1991 t/m 21-12-1991 | Hitnotering: (Week 1 t/m 11) 12-10-1991 t/m 21-12-1991 | Hitnotering: (Week 1 t/m 11) 12-10-1991 t/m 21-12-1991 | Hitnotering: (Week 1 t/m 11) 12-10-1991 t/m 21-12-1991 | Hitnotering: (Week 1 t/m 11) 12-10-1991 t/m 21-12-1991 | Hitnotering: (Week 1 t/m 11) 12-10-1991 t/m 21-12-1991 | Hitnotering: (Week 1 t/m 11) 12-10-1991 t/m 21-12-1991 | Hitnotering: (Week 1 t/m 11) 12-10-1991 t/m 21-12-1991 | Hitnotering: (Week 1 t/m 11) 12-10-1991 t/m 21-12-1991 | Hitnotering: (Week 1 t/m 11) 12-10-1991 t/m 21-12-1991 | Hitnotering: (Week 1 t/m 11) 12-10-1991 t/m 21-12-1991 | Hitnotering: (Week 1 t/m 11) 12-10-1991 t/m 21-12-1991 | Hitnotering: (Week 1 t/m 11) 12-10-1991 t/m 21-12-1991 | Hitnotering: (Week 1 t/m 11) 12-10-1991 t/m 21-12-1991 | Hitnotering: (Week 1 t/m 11) 12-10-1991 t/m 21-12-1991 | Hitnotering: (Week 1 t/m 11) 12-10-1991 t/m 21-12-1991 | Hitnotering: (Week 1 t/m 11) 12-10-1991 t/m 21-12-1991 | Hitnotering: (Week 1 t/m 11) 12-10-1991 t/m 21-12-1991 |
| Week:                                                  | 1                                                      | 2                                                      | 3                                                      | 4                                                      | 5                                                      | 6                                                      | 7                                                      | 8                                                      | 9                                                      | 10                                                     | 11                                                     |                                                        |                                                        |                                                        |                                                        |                                                        |                                                        |                                                        |
| ------------------------------------------------------ | ------------------------------------------------------ | ------------------------------------------------------ | ------------------------------------------------------ | ------------------------------------------------------ | ------------------------------------------------------ | ------------------------------------------------------ | ------------------------------------------------------ | ------------------------------------------------------ | ------------------------------------------------------ | ------------------------------------------------------ | ------------------------------------------------------ | ------------------------------------------------------ | ------------------------------------------------------ | ------------------------------------------------------ | ------------------------------------------------------ | ------------------------------------------------------ | ------------------------------------------------------ | ------------------------------------------------------ |
| Positie:                                               | 22                                                     | 8                                                      | 7                                                      | 5                                                      | 5                                                      | 9                                                      | 10                                                     | 12                                                     | 12                                                     | 13                                                     | 12                                                     |                                                        |                                                        |                                                        |                                                        |                                                        |                                                        |                                                        |
| (Week 12 t/m 55) 04-01-1992 t/m 31-10-1992             |                                                        |                                                        |                                                        |                                                        |                                                        |                                                        |                                                        |                                                        |                                                        |                                                        |                                                        |                                                        |                                                        |                                                        |                                                        |                                                        |                                                        |                                                        |
| Week:                                                  | 12                                                     | 13                                                     | 14                                                     | 15                                                     | 16                                                     | 17                                                     | 18                                                     | 19                                                     | 20                                                     | 21                                                     | 22                                                     | 23                                                     | 24                                                     | 25                                                     | 26                                                     | 27                                                     | 28                                                     | 29                                                     |
| Positie:                                               | 16                                                     | 18                                                     | 20                                                     | 17                                                     | 16                                                     | 12                                                     | 10                                                     | 10                                                     | 8                                                      | 6                                                      | 10                                                     | 11                                                     | 13                                                     | 16                                                     | 22                                                     | 25                                                     | 28                                                     | 36                                                     |
| Week:                                                  | 30                                                     | 31                                                     | 32                                                     | 33                                                     | 34                                                     | 35                                                     | 36                                                     | 37                                                     | 38                                                     | 39                                                     | 40                                                     | 41                                                     | 42                                                     | 43                                                     | 44                                                     | 45                                                     | 46                                                     | 47                                                     |
| Positie:                                               | 55                                                     | 66                                                     | 70                                                     | 74                                                     | 85                                                     | 92                                                     | 96                                                     | 92                                                     | 81                                                     | 62                                                     | 54                                                     | 46                                                     | 39                                                     | 32                                                     | 33                                                     | 35                                                     | 40                                                     | 43                                                     |
| Week:                                                  | 48                                                     | 49                                                     | 50                                                     | 51                                                     | 52                                                     | 53                                                     | 54                                                     | 55                                                     |                                                        |                                                        |                                                        |                                                        |                                                        |                                                        |                                                        |                                                        |                                                        |                                                        |
| Positie:                                               | 47                                                     | 50                                                     | 66                                                     | 47                                                     | 61                                                     | 78                                                     | 89                                                     | 92                                                     |                                                        |                                                        |                                                        |                                                        |                                                        |                                                        |                                                        |                                                        |                                                        |                                                        |
| (Week 56 t/m 63) 04-09-1993 t/m 23-10-1993             |                                                        |                                                        |                                                        |                                                        |                                                        |                                                        |                                                        |                                                        |                                                        |                                                        |                                                        |                                                        |                                                        |                                                        |                                                        |                                                        |                                                        |                                                        |
| Week:                                                  | 56                                                     | 57                                                     | 58                                                     | 59                                                     | 60                                                     | 61                                                     | 62                                                     | 63                                                     |                                                        |                                                        |                                                        |                                                        |                                                        |                                                        |                                                        |                                                        |                                                        |                                                        |
| Positie:                                               | 98                                                     | 77                                                     | 63                                                     | 67                                                     | 88                                                     | 98                                                     | 93                                                     | 97                                                     |                                                        |                                                        |                                                        |                                                        |                                                        |                                                        |                                                        |                                                        |                                                        |                                                        |
| (Week 64 t/m 78) 18-12-1993 t/m 02-04-1994             |                                                        |                                                        |                                                        |                                                        |                                                        |                                                        |                                                        |                                                        |                                                        |                                                        |                                                        |                                                        |                                                        |                                                        |                                                        |                                                        |                                                        |                                                        |
| Week:                                                  | 64                                                     | 65                                                     | 66                                                     | 67                                                     | 68                                                     | 69                                                     | 70                                                     | 71                                                     | 72                                                     | 73                                                     | 74                                                     | 75                                                     | 76                                                     | 77                                                     | 78                                                     |                                                        |                                                        |                                                        |
| Positie:                                               | 92                                                     | 79                                                     | 74                                                     | 55                                                     | 53                                                     | 85                                                     | 90                                                     | 86                                                     | 89                                                     | 91                                                     | 91                                                     | 99                                                     | 89                                                     | 83                                                     | 93                                                     |                                                        |                                                        |                                                        |
| (Week 79 t/m 80) 04-10-1997 t/m 11-10-1997             |                                                        |                                                        |                                                        |                                                        |                                                        |                                                        |                                                        |                                                        |                                                        |                                                        |                                                        |                                                        |                                                        |                                                        |                                                        |                                                        |                                                        |                                                        |
| Week:                                                  | 79                                                     | 80                                                     |                                                        |                                                        |                                                        |                                                        |                                                        |                                                        |                                                        |                                                        |                                                        |                                                        |                                                        |                                                        |                                                        |                                                        |                                                        |                                                        |
| Positie:                                               | 56                                                     | 86                                                     |                                                        |                                                        |                                                        |                                                        |                                                        |                                                        |                                                        |                                                        |                                                        |                                                        |                                                        |                                                        |                                                        |                                                        |                                                        |                                                        |
| (Week 81 t/m 83) 29-07-2000 t/m 12-08-2000             |                                                        |                                                        |                                                        |                                                        |                                                        |                                                        |                                                        |                                                        |                                                        |                                                        |                                                        |                                                        |                                                        |                                                        |                                                        |                                                        |                                                        |                                                        |
| Week:                                                  | 81                                                     | 82                                                     | 83                                                     |                                                        |                                                        |                                                        |                                                        |                                                        |                                                        |                                                        |                                                        |                                                        |                                                        |                                                        |                                                        |                                                        |                                                        |                                                        |
| Positie:                                               | 88                                                     | 84                                                     | 88                                                     |                                                        |                                                        |                                                        |                                                        |                                                        |                                                        |                                                        |                                                        |                                                        |                                                        |                                                        |                                                        |                                                        |                                                        |                                                        |

### VlaamseUltratop 200Albums
| Hitnotering: (Week 1 t/m 2) 23-03-1996 t/m 30-03-1996 | Hitnotering: (Week 1 t/m 2) 23-03-1996 t/m 30-03-1996 | Hitnotering: (Week 1 t/m 2) 23-03-1996 t/m 30-03-1996 | Hitnotering: (Week 1 t/m 2) 23-03-1996 t/m 30-03-1996 | Hitnotering: (Week 1 t/m 2) 23-03-1996 t/m 30-03-1996 | Hitnotering: (Week 1 t/m 2) 23-03-1996 t/m 30-03-1996 | Hitnotering: (Week 1 t/m 2) 23-03-1996 t/m 30-03-1996 | Hitnotering: (Week 1 t/m 2) 23-03-1996 t/m 30-03-1996 | Hitnotering: (Week 1 t/m 2) 23-03-1996 t/m 30-03-1996 | Hitnotering: (Week 1 t/m 2) 23-03-1996 t/m 30-03-1996 | Hitnotering: (Week 1 t/m 2) 23-03-1996 t/m 30-03-1996 | Hitnotering: (Week 1 t/m 2) 23-03-1996 t/m 30-03-1996 | Hitnotering: (Week 1 t/m 2) 23-03-1996 t/m 30-03-1996 | Hitnotering: (Week 1 t/m 2) 23-03-1996 t/m 30-03-1996 | Hitnotering: (Week 1 t/m 2) 23-03-1996 t/m 30-03-1996 | Hitnotering: (Week 1 t/m 2) 23-03-1996 t/m 30-03-1996 | Hitnotering: (Week 1 t/m 2) 23-03-1996 t/m 30-03-1996 | Hitnotering: (Week 1 t/m 2) 23-03-1996 t/m 30-03-1996 | Hitnotering: (Week 1 t/m 2) 23-03-1996 t/m 30-03-1996 |
| Week:                                                 | 1                                                     | 2                                                     |                                                       |                                                       |                                                       |                                                       |                                                       |                                                       |                                                       |                                                       |                                                       |                                                       |                                                       |                                                       |                                                       |                                                       |                                                       |                                                       |
| ----------------------------------------------------- | ----------------------------------------------------- | ----------------------------------------------------- | ----------------------------------------------------- | ----------------------------------------------------- | ----------------------------------------------------- | ----------------------------------------------------- | ----------------------------------------------------- | ----------------------------------------------------- | ----------------------------------------------------- | ----------------------------------------------------- | ----------------------------------------------------- | ----------------------------------------------------- | ----------------------------------------------------- | ----------------------------------------------------- | ----------------------------------------------------- | ----------------------------------------------------- | ----------------------------------------------------- | ----------------------------------------------------- |
| Positie:                                              | 44                                                    | 38                                                    |                                                       |                                                       |                                                       |                                                       |                                                       |                                                       |                                                       |                                                       |                                                       |                                                       |                                                       |                                                       |                                                       |                                                       |                                                       |                                                       |
| (Week 3 t/m 4) 13-04-1996 t/m 20-04-1996              |                                                       |                                                       |                                                       |                                                       |                                                       |                                                       |                                                       |                                                       |                                                       |                                                       |                                                       |                                                       |                                                       |                                                       |                                                       |                                                       |                                                       |                                                       |
| Week:                                                 | 3                                                     | 4                                                     |                                                       |                                                       |                                                       |                                                       |                                                       |                                                       |                                                       |                                                       |                                                       |                                                       |                                                       |                                                       |                                                       |                                                       |                                                       |                                                       |
| Positie:                                              | 44                                                    | 41                                                    |                                                       |                                                       |                                                       |                                                       |                                                       |                                                       |                                                       |                                                       |                                                       |                                                       |                                                       |                                                       |                                                       |                                                       |                                                       |                                                       |
| (Week 5 t/m 9) 01-06-1996 t/m 29-06-1996              |                                                       |                                                       |                                                       |                                                       |                                                       |                                                       |                                                       |                                                       |                                                       |                                                       |                                                       |                                                       |                                                       |                                                       |                                                       |                                                       |                                                       |                                                       |
| Week:                                                 | 5                                                     | 6                                                     | 7                                                     | 8                                                     | 9                                                     |                                                       |                                                       |                                                       |                                                       |                                                       |                                                       |                                                       |                                                       |                                                       |                                                       |                                                       |                                                       |                                                       |
| Positie:                                              | 32                                                    | 25                                                    | 34                                                    | 29                                                    | 35                                                    |                                                       |                                                       |                                                       |                                                       |                                                       |                                                       |                                                       |                                                       |                                                       |                                                       |                                                       |                                                       |                                                       |
| (Week 10 t/m 11) 13-07-1996 t/m 20-07-1996            |                                                       |                                                       |                                                       |                                                       |                                                       |                                                       |                                                       |                                                       |                                                       |                                                       |                                                       |                                                       |                                                       |                                                       |                                                       |                                                       |                                                       |                                                       |
| Week:                                                 | 10                                                    | 11                                                    |                                                       |                                                       |                                                       |                                                       |                                                       |                                                       |                                                       |                                                       |                                                       |                                                       |                                                       |                                                       |                                                       |                                                       |                                                       |                                                       |
| Positie:                                              | 44                                                    | 47                                                    |                                                       |                                                       |                                                       |                                                       |                                                       |                                                       |                                                       |                                                       |                                                       |                                                       |                                                       |                                                       |                                                       |                                                       |                                                       |                                                       |
| (Week 12 t/m 15) 10-08-1996 t/m 31-08-1996            |                                                       |                                                       |                                                       |                                                       |                                                       |                                                       |                                                       |                                                       |                                                       |                                                       |                                                       |                                                       |                                                       |                                                       |                                                       |                                                       |                                                       |                                                       |
| Week:                                                 | 12                                                    | 13                                                    | 14                                                    | 15                                                    |                                                       |                                                       |                                                       |                                                       |                                                       |                                                       |                                                       |                                                       |                                                       |                                                       |                                                       |                                                       |                                                       |                                                       |
| Positie:                                              | 43                                                    | 35                                                    | 42                                                    | 46                                                    |                                                       |                                                       |                                                       |                                                       |                                                       |                                                       |                                                       |                                                       |                                                       |                                                       |                                                       |                                                       |                                                       |                                                       |
| (Week 16 t/m 18) 14-09-1996 t/m 28-09-1996            |                                                       |                                                       |                                                       |                                                       |                                                       |                                                       |                                                       |                                                       |                                                       |                                                       |                                                       |                                                       |                                                       |                                                       |                                                       |                                                       |                                                       |                                                       |
| Week:                                                 | 16                                                    | 17                                                    | 18                                                    |                                                       |                                                       |                                                       |                                                       |                                                       |                                                       |                                                       |                                                       |                                                       |                                                       |                                                       |                                                       |                                                       |                                                       |                                                       |
| Positie:                                              | 33                                                    | 23                                                    | 38                                                    |                                                       |                                                       |                                                       |                                                       |                                                       |                                                       |                                                       |                                                       |                                                       |                                                       |                                                       |                                                       |                                                       |                                                       |                                                       |
| (Week 19 t/m 21) 05-08-2000 t/m 19-08-2000            |                                                       |                                                       |                                                       |                                                       |                                                       |                                                       |                                                       |                                                       |                                                       |                                                       |                                                       |                                                       |                                                       |                                                       |                                                       |                                                       |                                                       |                                                       |
| Week:                                                 | 19                                                    | 20                                                    | 21                                                    |                                                       |                                                       |                                                       |                                                       |                                                       |                                                       |                                                       |                                                       |                                                       |                                                       |                                                       |                                                       |                                                       |                                                       |                                                       |
| Positie:                                              | 46                                                    | 37                                                    | 43                                                    |                                                       |                                                       |                                                       |                                                       |                                                       |                                                       |                                                       |                                                       |                                                       |                                                       |                                                       |                                                       |                                                       |                                                       |                                                       |